# 1407

## Esdeveniments
Països Catalans
Resta del món
- La dinastia Ming conquereix el Vietnam.
- Creació de la Taula de Canvis i Depòsits de València.
- Ma Huan escriu Memòries sobre els regnats bàrbars dels oceans occidentals.

## Naixements
Països Catalans
Resta del món
- 27 d'agost - Japó: Ashikaga Yoshikazu, 21è shogun.

## Necrològiques
Països Catalans
Resta del món
- Pedro López de Ayala, polític castellà.
- Kolgrim, cremat a la foguera acusat de ser un bruixot.[1]